# 食鱼反鸟属
食鱼反鸟属（学名：Piscivorenantiornis）是反鸟亚纲的一个属，化石在中国辽宁省的九佛堂组发现，目前只有奇异食鱼反鸟（P. insusitatus）一个种。

## 发现历史
食鱼反鸟正模标本（IVPP V22582）发现于中国辽宁省朝阳市的大平房镇附近，出自被鉴定为属于九佛堂组的沉积物中。属名由拉丁文中的pisci（鱼）和vor（吃）及反鸟的学名组成，指该属是迄今发现的首个吃鱼的反鸟类，种小名取自拉丁文inusitatus一词，意为“异常的”。2020年描述了第二件食鱼反鸟标本（IVPP V23362）。

## 描述
食鱼反鸟是种小型反鸟类。胸骨在某些方面类似渤海鸟科，但侧突缺乏后者典型的强烈横向挠曲。胸骨还保存了一对侧前突，是大部分其它反鸟类化石中所没有的。喙骨关节沟很宽。耻骨脚很大，尖端强烈弯曲。

## 分类
描述食鱼反鸟的论文将其置于翼鸟旁边，或放在翼鸟和敦煌鸟组成的进化支以外。四年后发表的一篇论文则将其放在意外鸟和商羊鸟组成的进化支以外。

## 古生物学
食鱼反鸟正模旁边还发现一串纺锤形的鱼骨，可能属于狼鳍鱼。根据其外观及与前者化石位置邻近，并综合石板其它区域未发现鱼骨来看，该结构应该是食鱼反鸟的食丸，可能是在其死前不久反刍出来的。